# Brown County, Nebraska
Brown County är ett administrativt område i delstaten Nebraska, USA, med 3 145 invånare. Den administrativa huvudorten (county seat) är Ainsworth. 

## Geografi
Enligt United States Census Bureau så har countyt en total area på 3 173 km². 3 163 km² av den arean är land och 10 km² är vatten. 

### Angränsande countyn
- Keya Paha County, Nebraska - nord
- Rock County, Nebraska - öster
- Loup County, Nebraska - sydost
- Blaine County, Nebraska - syd
- Cherry County, Nebraska - väst